# Atletica leggera ai Giochi della I Olimpiade - Lancio del disco
La gara di lancio del disco dei giochi della I Olimpiade si tenne il 6 aprile 1896 ad Atene, nello Stadio Panathinaiko in occasione dei primi Giochi olimpici dell'era moderna. Vi parteciparono nove atleti provenienti da sei nazioni.

## Il punto tecnico
Ai primi Giochi olimpici fu usato un disco di legno del peso di kg 1,923. La tecnica di lancio usata non consisteva, come oggi, nella caratteristica rotazione, ma nella sola torsione del busto, seguendo il modello della statua di Mirone. Per facilitare il movimento degli atleti, gli organizzatori hanno preparato una pedana rialzata (un quadrato di m 2,50).
Molti dei partecipanti alla competizione non avevano mai lanciato un disco prima di allora: la gara fu disputata per la prima volta in seno a una manifestazione sportiva internazionale. La migliore prestazione mondiale del 1895 era 34,67 m dello svedese Carl-Erik Helgesson (assente ad Atene).

## La gara
Si disputa direttamente la finale, senza turni di qualificazione. Tutti gli iscritti hanno diritto a tre lanci. Poi si stila una classifica. Rimangono i quattro migliori a contendersi le medaglie con due ulteriori lanci a disposizione.
Gli spettatori greci avevano molto a cuore la gara. Panagiōtīs Paraskeuopoulos la condusse fin dalla prima prova, ma lo statunitense Garrett lo beffò di venti centimetri all'ultimo lancio.

## Risultati
| Pos     | Paese       | Atleta                     | Età | 1º lancio | 2º lancio | 3º lancio | 4º lancio       | 5º lancio       | Misura migliore |
| ------- | ----------- | -------------------------- | --- | --------- | --------- | --------- | --------------- | --------------- | --------------- |
| Oro     | Stati Uniti | Bob Garrett                | 21  | 27,53 m   | X         | n/d       | 28,72 m         | 29,15 m         | 29,15 m         |
| Argento | Grecia      | Panagiōtīs Paraskeuopoulos | 20  | 28,51 m   | n/d       | n/d       | 28,88 m         | 28,95 m         | 28,95 m         |
| Bronzo  | Grecia      | Sotirios Versis            | 19  | n/d       | n/d       | n/d       | n/d             | n/d             | 27,78 m         |
| 4       | Regno Unito | George Stuart Robertson    | 23  | n/d       | n/d       | n/d       | n/d             | n/d             | 25,20 m         |
| -       | Grecia      | Georgios Papasideris       | 20  | n/d       | n/d       | n/d       | Non qualificato | Non qualificato | n/d             |
| -       | Danimarca   | Viggo Jensen               | 21  | n/d       | n/d       | n/d       | Non qualificato | Non qualificato | n/d             |
| -       | Francia     | Adolphe Grisel             |     | n/d       | n/d       | n/d       | Non qualificato | Non qualificato | n/d             |
| -       | Danimarca   | Holger Nielsen             | 29  | n/d       | n/d       | n/d       | Non qualificato | Non qualificato | n/d             |
| -       | Svezia      | Henrik Sjöberg             | 20  | n/d       | n/d       | n/d       | Non qualificato | Non qualificato | n/d             |

Il britannico George Stuart Robertson, studente all'Università di Oxford, aveva letto in un'agenzia turistica l'annuncio di una gita ad Atene con visita alle gare olimpiche. Si era pagato il viaggio, aveva gareggiato, oltre che nel lancio del disco, nel tennis. Concluse i Giochi olimpici leggendo un'ode a re Giorgio I di Grecia composta in greco antico su metro pindarico.